# Народна рада Закарпатської України

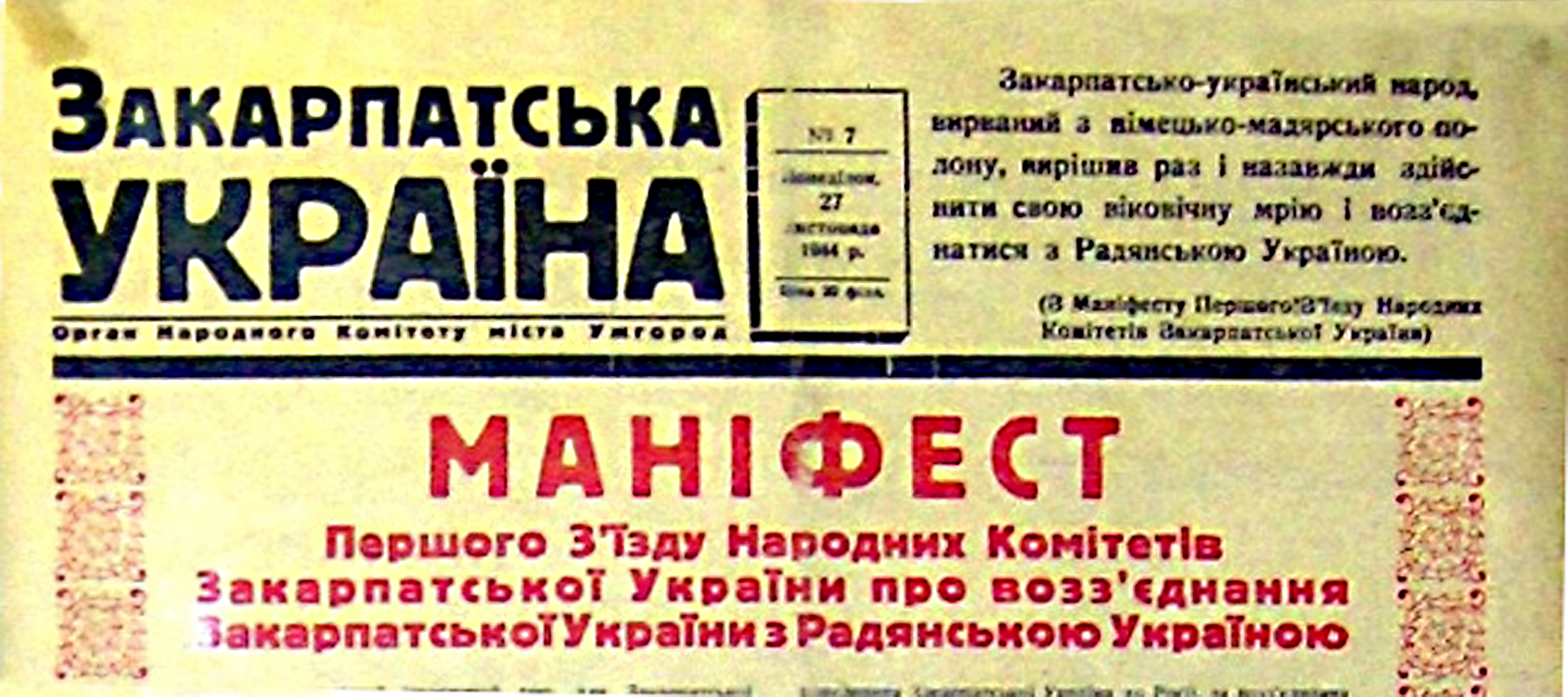
Публікація 27.11.1944 Маніфесту Першого з'їзду народних комітетів Закарпатської України

Народна рада Закарпатської України (НРЗУ) — вищий орган державної влади, встановленої в Закарпатті після звільнення краю Червоною армією від угорської окупації в жовтні 1944 року. Місцем перебування Ради був Ужгород.
Обрана на Першому з'їзді народних комітетів Закарпатської України 26 листопада 1944 у складі 17-ти осіб. Головою НРЗУ, місцем перебування якої стало місто Ужгород, обрано 1-го секретаря створеної напередодні (19 листопада) комуністичної партії краю Івана Туряницю, його заступниками — Петра Лінтура (професора) і Петра Сову (юриста). До складу ради були обрані Іван Ваш (селянин), Іван Кополович (священик), Дмитро Тарахонич (службовець), Степан Борецький (юрист), Самуїл Вайс (службовець), Гаврило Русин (юрист), Іван Керча (професор), Серена Борканюк, Микола Цуперяк (юрист), Михайло Молдавчук (інженер), Василь Теслович (службовець), Георгій Івашко (юрист), Фома Чекан (юрист), Ілько Керечанин (лікар).
Діяльність НРЗУ була підпорядкована здійсненню рішення Першого з'їзду народних комітетів про «возз'єднання» Закарпатської України з радянською Україною в складі СРСР і реалізовувалася під керівництвом (контролем) Комуністичної партії Закарпатської України через видання декретів та постанов т. зв. перехідного періоду, спрямованих на радянізацію краю. У декреті № 2 було вказано, що урядовим органом НРЗУ є «Вісник Народної ради Закарпатської України» та газета «Закарпатська Україна».
Одним із перших декретів НРЗУ від 18 грудня 1944 року було створено Спеціальний суд та слідчу комісію для розгляду справ тих, хто співпрацював зі старим режимом, та інших «ворогів радянської влади». Як складові нового політичного режиму було створено прокуратуру, органи безпеки й народної міліції, народні дружини та інші місцеві органи, що стали допоміжною ланкою радянської репресивної системи.
Згідно з декретом від 9 січня 1945 року вся повнота влади в Закарпатській Україні належала народові і здійснювалася через обрані ним представницькі органи — народні комітети на місцях і Народну раду в центрі. Останній належало право контролю за діяльністю місцевих органів державної влади і в разі необхідності призначати їхні перевибори.

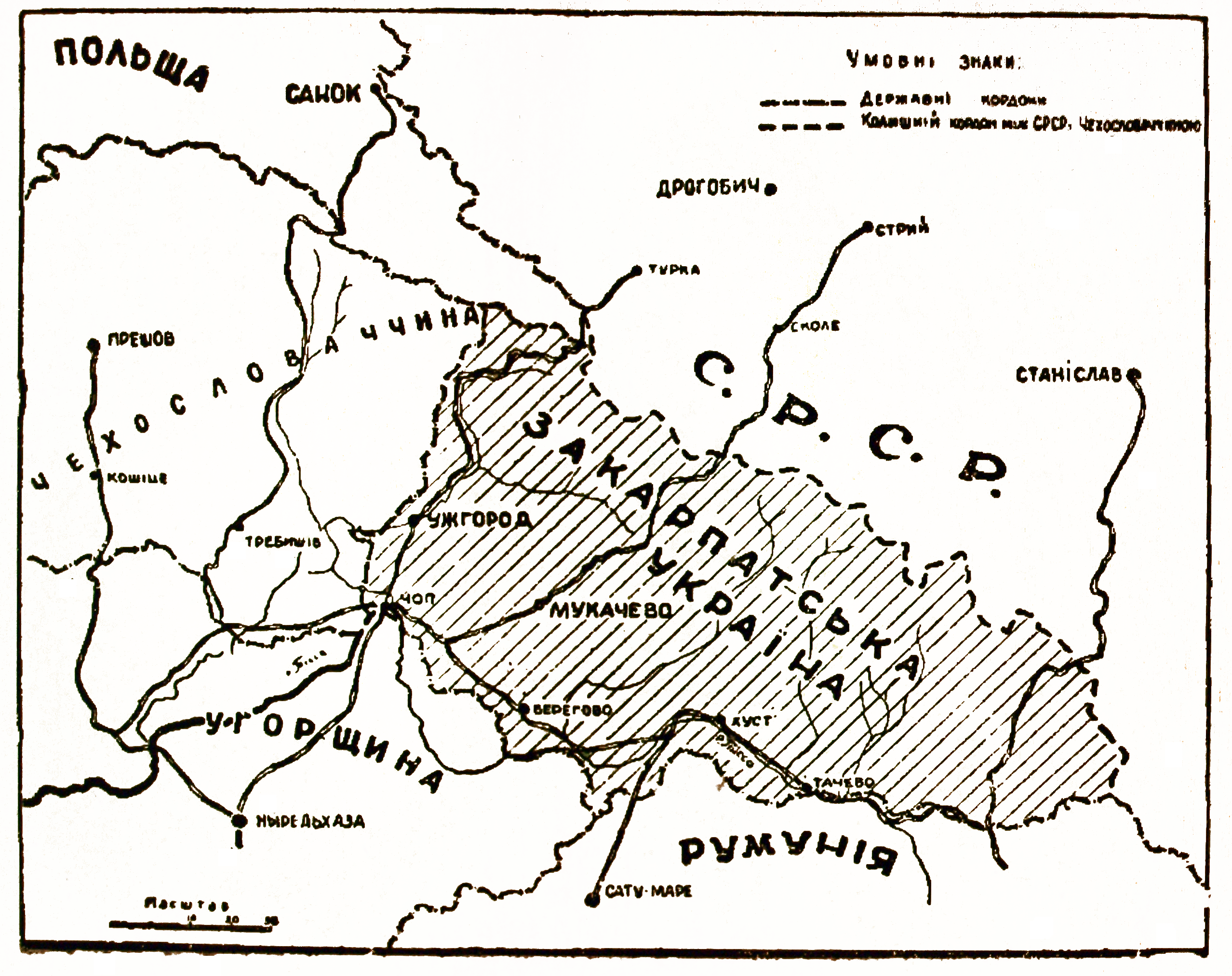
Карта Закарпатської України

До компетенції НРЗУ як єдиного законодавчого й вищого виконавчого органу влади Закарпатської України належало керівництво усим економічним, політичним і культурним життям краю, для чого було утворено виконавчо-розпорядчий орган — уряд Закарпатської України в складі президії та її уповноважених і відповідні управління, відділи, бюро. Зокрема, упродовж 1944—1945 років вона декретувала націоналізацію землі, фабрик, заводів, шахт, банків, транспорту, засобів зв'язку й оголосила їх народною власністю: уже до кінця 1945 року в Закарпатті було націоналізовано 276 промислових підприємств.
Тривалішим виявився процес колективізації сільського господарства: він завершився лише у середині 1950 року, коли в краї було створено 546 колгоспів, на частку яких припадало майже 97 % усіх господарств та орних земель. Були здійснені перетворення соціалістичного характеру і в галузі народної освіти, культури, охорони здоров'я тощо. У січні 1945 року, наприклад, НРЗУ прийняла декрет «Про вільну зміну релігії», яким фактично було започатковано гоніння на греко-католицьку церкву, до якої належали понад 60 % віруючого населення краю: реєстрація її общин обмежувалася, згодом повністю припинилася і, нарешті, у лютому 1949 року унійну віру оголосили поза законом. Іншим декретом церква відділена від держави, а школа — від церкви.
Вже у 1945 році в краї працювали 500 початкових і 30 середніх шкіл, 6 гімназій, а у жовтні був відкритий Ужгородський державний університет з 4 факультетами. Навчання повсюди велося українською мовою, але вивчення російської мови було обов'язковим.
Маніпулятивним і спрощеним є твердження про те, що адміністративним шляхом з боку НРЗУ було вирішено питання про національну належність корінного населення Закарпаття. При цьому твердять, що спочатку спеціальним указом було заборонено офіційно вживати історичну самоназву «русини», а у виданих у зв'язку з переписом населення 1946 року закарпатцям паспортах у графі «національність» з'явився запис «українець». Мовляв, українська ідентичність на Закарпатті — це продукт радянського періоду і тоталітаризму. При цьому свідомо замовчується те, що термін «русини» не суперечить терміну «українці», бо є назвою одного і того ж народу, що підтверджують численні джерела, починаючи від періоду Середньовіччя і завершуючи ХХ століттям. Автори і ті, хто поширюють це твердження, мовчать також про те, що українська ідентичність утвердилася у краї вже в 1920-1930-х роках, що вже за Чехословацької республіки самі місцеві українці добилися визнання у Празі їх права називати рідний край Карпатською Україною, а не тільки Підкарпатською Руссю; що Конституційним Актом ч. 1 Карпатської України офіційно затверджені її відповідна назва, державна українська мова, державний синьо-жовтий прапор, герб Тризуб св. Володимира Великого і державний гімн «Ще не вмерла Україна». Замовчування цього, довоєнного етапу існування української ідентичності та приписування її появи рішенням НРЗУ має глибокі причини, однією з головних серед них є сепаратистський рух «неорусинство».
Здійснені у 1944—1945 роках НРЗУ за активної підтримки партійних органів і воєнної адміністрації СРСР перетворення сприяли радянізації краю і завершилися його повним інтегруванням у тоталітарно-комуністичну структуру та сталінську систему СРСР. Після ратифікації радянсько-чехословацького договору 1945 року про «возз'єднання Закарпатської України з радянською Україною в складі СРСР» і створення 22 січня 1946 року Закарпатської області НРЗУ, виконавши свої завдання, перестала існувати.